# 毛果紫堇
毛果紫堇（学名：Corydalis lasiocarpa）为罂粟科紫堇属下的一个种。

## 扩展阅读
- 維基物種上的相關：毛果紫堇